# British Steel
A British Steel a Judas Priest hatodik nagylemeze, mely 1980-ban jelent meg. Ezen a lemezen mutatkozott be Dave Holland dobos, aki 1990-ig volt a zenekar tagja. A lemezt 2017-ben a Rolling Stone magazin Minden idők 100 legjobb metalalbuma listáján a 3. helyre rangsorolta. Szerepel az 1001 lemez, amit hallanod kell, mielőtt meghalsz című könyvben.

## A lemez
A British Steel az együttes addigi legnépszerűbb lemeze lett. Ezt az is bizonyítja, hogy a Living After Midnight és a Breaking The Law az angol listákra is feljutott. A kritika most már komolyan vette őket, az Egyesült Államokban is megindult a lemezeladás. A lemezen egyensúlyba kerültek a hangszeres melódiák és a vokális dallamívek. A számok egyszerűbben lettek, és Rob Halford énektémái is. A British Steel felvételei előtt, még 1980 márciusában egy rövidebb hazai turnén vettek részt, melyen az előzenekar az Iron Maiden volt. Az LP nagy hatással volt a műfajra, például Dimebag Darrell (ex-Pantera, Damageplan) haláláig nyakában hordta a British Steel albumot idéző borotvapengés medált, de Mille Petrozza a Kreator előtti zenekarával nemegyszer adta elő a teljes lemezt a bulijaikon. Akkoriban a lemezről két számra is készült videó (Living After Midnight, Breaking The Law).

## Az album dalai

### Brit kiadás
|    | Cím                                 | Szerző(k)                                | Hossz |
| -- | ----------------------------------- | ---------------------------------------- | ----- |
| 1. | Rapid Fire                          | Rob Halford, K. K. Downing, Glenn Tipton | 4:08  |
| 2. | Metal Gods                          | Halford, Downing, Tipton                 | 4:00  |
| 3. | Breaking the Law                    | Halford, Downing, Tipton                 | 2:35  |
| 4. | Grinder                             | Halford, Downing, Tipton                 | 3:58  |
| 5. | United                              | Halford, Downing, Tipton                 | 3:35  |
| 6. | You Don't Have to Be Old to Be Wise | Halford, Downing, Tipton                 | 5:04  |
| 7. | Living After Midnight               | Halford, Downing, Tipton                 | 3:31  |
| 8. | The Rage                            | Halford, Downing, Tipton                 | 4:44  |
| 9. | Steeler                             | Halford, Downing, Tipton                 | 4:30  |

### Amerikai kiadás
|    | Cím                                 | Szerző(k)                | Hossz |
| -- | ----------------------------------- | ------------------------ | ----- |
| 1. | Breaking the Law                    | Halford, Downing, Tipton | 2:35  |
| 2. | Rapid Fire                          | Halford, Downing, Tipton | 4:08  |
| 3. | Metal Gods                          | Halford, Downing, Tipton | 4:00  |
| 4. | Grinder                             | Halford, Downing, Tipton | 3:58  |
| 5. | United                              | Halford, Downing, Tipton | 3:35  |
| 6. | Living After Midnight               | Halford, Downing, Tipton | 3:31  |
| 7. | You Don't Have to Be Old to Be Wise | Halford, Downing, Tipton | 5:04  |
| 8. | The Rage                            | Halford, Downing, Tipton | 4:44  |
| 9. | Steeler                             | Halford, Downing, Tipton | 4:30  |

### 2001-es bónusz számok
|    | Cím                                               | Szerző(k)                | Hossz |
| -- | ------------------------------------------------- | ------------------------ | ----- |
| 1. | Red, White & Blue (felvétel: 1986 Turbo sessions) | Halford, Downing, Tipton | 3:42  |
| 2. | Grinder (koncertfelvétel)                         | Halford, Downing, Tipton | 4:49  |

## Helyezések
| Chart (1980)            | Legjobb hely |
| ----------------------- | ------------ |
| UK Albums Chart         | 4            |
| US Billboard Pop Albums | 34           |

## Közreműködők
- Rob Halford – ének
- Glenn Tipton – gitár
- K. K. Downing – gitár
- Ian Hill – basszusgitár
- Dave Holland – dob